# Thornton-in-Craven
Thornton-in-Craven – wieś w Anglii, w hrabstwie North Yorkshire, w dystrykcie (unitary authority) North Yorkshire. Leży 70 km na zachód od miasta York i 302 km na północny zachód od Londynu.